# سوبارو تريبيكا
سوبارو تريبيكا (بالإنجليزية: Subaru Tribeca)‏ هي سيارة كروس أوفر أنتجتها شركة سوبارو بين 2005-2014 .